# IPROCHIM
IPROCHIM S.A. este o companie înființată în anul 1948 ca institut de inginerie chimică specializat în elaborarea documentațiilor tehnice și economice necesare pentru dezvoltarea industriei chimice și petrochimice din România.

## Istoric
Datorită dezvoltării rapide a industriei chimice românești, cooperării strânse cu institutele de cercetare din domeniu și colaborării cu diverse firme de prestigiu din străinătate, specializate în proiectarea, realizarea și punerea în funcțiune de instalații chimice, IPROCHIM și-a dezvoltat potențialul tehnic, mărindu-și numărul angajaților de înaltă calificare, ceea ce a condus ulterior la o scindare în mai multe institute de profil. Acest gen de structură în sistem subsectorial s-a păstrat până în 1977, când toate institutele de proiectare din domeniul industriei chimice și petrochimice s-au reunificat într-un singur institut: Institutul de Inginerie Tehnologică și Proiectare pentru Industria Chimică (IITPIC), care a grupat 6 toate activitățile de inginerie tehnologică și proiectare din acest domeniu foarte diversificat ca profil. 
A proiectat majoritatea platformelor chimice din România: Amonil Slobozia, Arpechim Pitești, Doljchim Craiova, Petromidia Năvodari, Amurco Bacău, Nitramonia Făgăraș, Donau Chem Turnu Măgurele, Sinteza Oradea, Colorom Codlea, Policolor București.
La Combinatul de cauciuc sintetic și produse petrochimice Onești IPROCHIM a proiectat construcțiile și utilitățile.
În martie 1991 a devenit o societate pe acțiuni, când în baza Legii nr.15/1990 privind reorganizarea unităților economice de stat ca regii autonome și societăți comerciale, prin H.G. nr.156/07.03.1991, s-a înființat societatea comercială IPROCHIM S.A. București, cu sediul în Municipiul București, Calea Plevnei nr.137 A, sector 6, cod poștal 77131 prin preluarea integrală a activului și pasivului Institutului de Inginerie Tehnologică și Proiectare pentru Industria Chimică (IITPIC) București, care de la aceeași dată și-a încheiat activitatea.
În 2011, principalul activ al IPROCHIM, clădirea din str. Plevnei a fost închiriată cu prețul de 0,6 euro/mp către o companie medicală implicată în scandaluri de corupție. Clădirea este fosta cazarmă Malmaison construită în 1806.